# Walter Rioja
Wálter Humberto Rioja Ugarte (Tarija, 26 de agosto de 1993) es un futbolista boliviano que juega como defensa.

## Clubes
| Club               | País    | Año               |
| ------------------ | ------- | ----------------- |
| Nacional Potosí    | Bolivia | 2012 - 2019       |
| Blooming           | Bolivia | 2020 - 2021       |
| Atlético Palmaflor | Bolivia | 2022              |
| CDT Real Oruro     | Bolivia | 2023 - Actualidad |